# 11572 Schindler
11572 Schindler este o planetă minoră (asteroid), cu un diametru de , din centura de asteroizi. A fost descoperită pe 15 septembrie 1993 la Observatorul European Austral de Eric Walter Elst și a fost numită după Oskar Schindler. 
Obiectul prezintă o orbită caracterizată de o semiaxă mare de 2,4251359 UAi, o excentricitate de 0,17, o înclinație de 0,64351 ° în raport cu ecliptica.